# 名古屋市職員労働組合連合会
名古屋市職員労働組合連合会（なごやししょくいんろうどうくみあいれんごうかい、略称：名古屋市労連（なごやしろうれん））は、名古屋市職員で組織される労働組合の連合体である。

## 概要
名古屋市職員の賃金・一時金・勤務条件等について、名古屋市当局と交渉することを目的とする団体である。
名古屋市職員労働組合連合会には、名古屋市教員組合（名教組）・名古屋市職員労働組合（名古屋市職労）・名古屋交通労働組合（名交）・自治労名古屋市労働組合（自治労名古屋）・名古屋水道労働組合（名水労）・名古屋市立大学教職員組合（市大教）・名古屋市立高等学校教員組合（名高教）・名古屋市幼稚園教職員組合（市幼教）・名古屋市立病院職員労働組合（病職労）・自治労名古屋市病院労働組合（自治労病院）が加盟している。
このうち、名教組・名交・自治労名古屋・名高教・自治労病院は日本労働組合総連合会（連合）に、名古屋市職労・名水労・病職労は日本自治体労働組合総連合（自治労連）に、それぞれ加盟している。

## 所在地
- 名古屋市労連本部：名古屋市中区三の丸三丁目1番1号　名古屋市役所本庁舎5階

- 名古屋市教員組合（名教組）- 本部：名古屋市東区1丁目1番4号　名古屋市教育館7階

名古屋市立の小学校・中学校・特別支援学校のほとんどの教職員が加入している職員団体。連合系の日教組に、愛知教職員組合連合会（愛教組連合）を通じて加盟している。2017年、県費負担教職員の給与権が政令指定都市に移管され市職員となったことにに伴い、名古屋市労連に加盟した。
- 名古屋市職員労働組合（名古屋市職労）- 名古屋市中区三の丸三丁目1番1号　名古屋市役所本庁舎5階

本庁区役所はじめ各局の職員が加入する労働組合。全労連系の日本自治体労働組合総連合（自治労連）に加盟している。
- 名古屋交通労働組合（名交）- 本部：名古屋市中区丸の内三丁目10番4号　丸の内会館5階

名古屋市交通局の職員のほとんどが加入する労働組合。連合系の全日本自治団体労働組合（自治労）に加盟している。
- 自治労名古屋市労働組合（自治労名古屋）- 本部：名古屋市中区三の丸三丁目1番1号　名古屋市役所西庁舎12階

本庁区役所はじめ各局の職員が加入する労働組合。連合系の自治労に加盟している。2020年、約40年ぶりに名古屋市労連に再加盟した。
- 名古屋水道労働組合（名水労）- 本部：名古屋市中区三の丸三丁目1番1号　名古屋市役所西庁舎12階

名古屋市上下水道局の職員で構成する労働組合。全労連系の自治労連に加盟している。
- 名古屋市立高等学校教員組合（名高教）- 本部：名古屋市中区新栄一丁目49番10号　愛知県教育会館5階

名古屋市立高校のほとんどの教員が加入している職員団体。連合系の日教組に、県組織を通さず直接加盟している。
- 名古屋市立大学教職員組合（市大教）- 本部：名古屋市瑞穂区瑞穂町字川澄1番地　名古屋市立大学本部棟1階

国公立大学の独立行政法人化に伴い、組合員のほとんどが独法職員となっている。病職労と、2021年よりなごや市労連に再加盟した自治労病院の3労組で、大学法人と交渉する連合体を組織している。